# Malouinière de Launay-Ravilly
Le malouinière de Launay-Ravilly est un édifice de la commune de Saint-Père-Marc-en-Poulet, dans le département d’Ille-et-Vilaine en région Bretagne. 

## Localisation
La malouinière se trouve au nord du département et au sud du bourg de Saint-Père. 

## Historique
Le domaine appartient anciennement à la famille de Goüyon. Il passe ensuite par héritages aux familles de Tréal, de Guitté, puis de Québriac. En 1550, il est acquis par Jehan de Launay.
La malouinière date de 1732, construite pour François Baudran (1683-1743), d'une vieille famille de la bourgeoisie malouine, avocat au Parlement, puis conseiller au Grand Conseil.
La tradition orale veut que la malouinière est restée dans la même famille depuis sa construction.
Elle est inscrite au titre des monuments historiques depuis le 17 octobre 1994.

## Architecture
La malouinière est de taille moyenne. Son architecture couple vraie et fausse modénature. La répartition des salles intérieures est compacte. Le dallage est d'origine (sauf dans la cuisine).   Le plafond est à poutres.
La peintre américaine Jane Irish (en) a peint plusieurs malouinières dont celle de Launay-Ravilly,.